# Аурімас Дідзбаліс
Аурімас Дідзбаліс (лит. Aurimas Didžbalis, нар. 13 червня 1991, Клайпеда, Литва) — литовський важкоатлет, бронзовий призер Олімпійських ігор 2016 року, чемпіон Європи.

## Кар'єра
У 2012 році здобув срібло на чемпіонаті Європи, однак згодом спортсмена було спіймано на допінгу. Його позбавили медалі а також можливості брати участь в Олімпійських іграх 2012 року.
У 2014 році виграв бронзу чемпіонату світу, ставши першим в історії литовцем, що здобував медаль на світових змаганнях.

## Результати
| Рік              | Місце                    | Вага             | Ривок            | Ривок            | Ривок            | Ривок            | Поштовх          | Поштовх          | Поштовх          | Поштовх          | Загалом          | Місце            |
| Рік              | Місце                    | Вага             | 1                | 2                | 3                | Місце            | 1                | 2                | 3                | Місце            | Загалом          | Місце            |
| Олімпійські ігри | Олімпійські ігри         | Олімпійські ігри | Олімпійські ігри | Олімпійські ігри | Олімпійські ігри | Олімпійські ігри | Олімпійські ігри | Олімпійські ігри | Олімпійські ігри | Олімпійські ігри | Олімпійські ігри | Олімпійські ігри |
| ---------------- | ------------------------ | ---------------- | ---------------- | ---------------- | ---------------- | ---------------- | ---------------- | ---------------- | ---------------- | ---------------- | ---------------- | ---------------- |
| 2016             | Ріо-де-Жанейро, Бразилія | 94 кг            | 177              | 177              | 177              | 2                | 210              | 215              | 223              | 3                | 392              | 3                |
| Чемпіонат світу  |                          |                  |                  |                  |                  |                  |                  |                  |                  |                  |                  |                  |
| 2017             | Анагайм, США             | 94 кг            | 172              | 172              | 176              | 3                | 208              | 212              | 212              | 4                | 388              | 2                |
| 2015             | Х'юстон, США             | 94 кг            | 180              | 180              | 180              | 1                | 215              | 215              | 215              | —                | —                | —                |
| 2014             | Алмати, Казахстан        | 94 кг            | 175              | 181              | 185              | 2                | 214              | 218              | 218              | 5                | 399              | 3                |
| 2011             | Париж, Франція           | 94 кг            | 173              | 179              | 179              | 11               | 205              | 216              | 222              | 7                | 389              | 10               |
| 2010             | Анталія, Туреччина       | 94 кг            | 166              | 171              | 178              | 4                | 208              | 213              | 213              | 12               | 386              | 8                |
| Чемпіонат Європи |                          |                  |                  |                  |                  |                  |                  |                  |                  |                  |                  |                  |
| 2017             | Спліт, Хорватія          | 94 кг            | 173              | 177              | 181              | 1                | 205              | 213              | 215              | 4                | 386              | 3                |
| 2015             | Тбілісі, Грузія          | 94 кг            | 175              | 182              | 189              | 1                | 210              | 217              | 221              | 1                | 403              | 1                |
| 2011             | Казань, Росія            | 94 кг            | 171              | 177              | 182              | 1                | 205              | 211              | 211              | 3                | 382              | 3                |